# 黑白斑胸鸭
黑白斑胸鸭（学名：Mareca sibilatrix），是雁形目鸭科的一种鸟类。

## 特征
黑白斑胸鸭体重约923.16克，翼长约245毫米，嘴峰长约37.6毫米，喙宽度约15.2毫米，喙厚度约12.2毫米，跗蹠长约36.3毫米，尾长约83.8毫米。黑白斑胸鸭是部分迁徙的鸟类，其栖息在开放的湖泊、沼泽等湿地环境中，食性为草食性。

## 分布
南美洲南部和福克兰群岛；冬季到巴西东南部。